# 換屋假期
《換屋假期》（英語：Your Place or Mine）是一部2023年美國浪漫愛情電影，由瑞絲·薇斯朋與艾希頓·庫奇主演。故事劇情講述一對異性好友因故住在對方的屋子一個星期。
本部電影於2023年2月10日在Netflix首映，發行後的評價褒貶不一且趨向負面，影評界主要批評瑞絲·薇斯朋與艾希頓·庫奇欠缺銀幕化學效應，還有偏向公式化的編劇。

## 劇情
2003年，黛比與彼得在洛杉磯因聚會認識，並且有過一夜情。
20年後，黛比與彼得仍然是好朋友，但彼得住在紐約成為商人，而黛比跟10歲的兒子傑克住在洛杉磯，黛比同時是傑克學校的會計工作。
在彼得的生日這天，黛比提到她得去紐約參加短期的會計研習課程，兩人可以見面。然而因為原本預定要幫忙照顧傑克的好友史嘉莉因為應徵上臨時演員，那段時間得去工作。彼得正巧這時候專案工作已經結束，有一個空檔，兩人便決定互相住在對方的房子，彼得可以照顧傑克，而黛比在紐約有地方住。

## 演員
- 瑞絲·薇斯朋 飾演 黛比（Debbie Dunn），為學校會計，在兒子傑克的學校工作，與彼得認識20年。
- 艾希頓·庫奇 飾演 彼得（Peter Coleman），在紐約擔任商務工作，與黛比認識20年。
- 佐伊·趙（英语：Zoë Chao） 飾演 敏卡（Minka），彼得的前女友，因為不知道彼得不在家，而在那邊遇上黛比。
- 傑西·威廉斯 飾演 希歐馬丁（Theo Martin），出版社編輯。
- 韋斯利·坎摩爾（Wesley Kimmel） 飾演 傑克（Jack），黛比的兒子。
- 提格·諾塔羅 飾演 艾利西亞（Alicia），黛比與彼得的好友，是女同性戀。
- 史提夫·扎恩 飾演 阿禪（Zen），黛比家的鄰居，經常待在院子裡。
- 瑞秋·布魯 飾演 史嘉莉（Scarlet），黛比的好友，夢想為演員。
- 格里芬·馬修斯 飾演 Professor Golden
- 薇拉·拉佛（英语：Vella Lovell） 飾演 Becca
- 施瑞·阿普萊碧（英语：Shiri Appleby） 飾演 Vanessa

## 外部連結
- 互联网电影数据库（IMDb）上《換屋假期》的资料（英文）
- 在Netflix上觀看《換屋假期》